# Jingle Jangle: Hành trình Giáng sinh
Jingle Jangle: Hành trình giáng sinh là một bộ phim ca nhạc giả tưởng về Giáng sinh năm 2020 của Mỹ do David E. Talbert viết kịch bản và đạo diễn. Phim có sự tham gia của Forest Whitaker và Madalen Mills.
Bộ phim được phát hành trên Netflix vào ngày 13 tháng 11 năm 2020.

## Diễn viên
- Forest Whitaker vai Jeronicus
  - Justin Cornwell vai Jeronicus lúc trẻ
- Madalen Mills vai Journey
  - Phylicia Rashad vai Bà ngoại Journey (người đã kể lại câu chuyện)
- Keegan-Michael Key vai Gustafson
  - Miles Barrow vai Gustafson lúc trẻ
- Hugh Bonneville vai Mr. Delacroix
- Anika Noni Rose vai Jessica
  - Diaana Babnicova vai Jessica lúc nhỏ
- Ricky Martin vai Don Juan Diego
- Lisa Davina Phillip vai cô Johnston
- Kieron L. Dyer vai Edison
- Sharon Rose vai Joanne
- Abraham Popoola vai Rogers

## Sản xuất
Vào ngày 7 tháng 12 năm 2017, Netflix đã mua một bản chào hàng từ David E. Talbert mang tên Jingle Jangle, cùng với việc Talbert ký hợp đồng viết và đạo diễn vở nhạc kịch Giáng sinh. Vào ngày 17 tháng 9 năm 2018, có thông báo rằng John Legend và Mike Jackson đã ký hợp đồng với tư cách nhà sản xuất cùng với David E. Talbert và Lyn Sisson-Talbert cho Brillstein Entertainment Partners. Ty Stiklorius sẽ điều hành sản xuất. Vào tháng 10 năm 2018, Forest Whitaker xác nhận tham gia bộ phim. Vào tháng 4 năm 2019, Keegan-Michael Key, Phylicia Rashad, Anika Noni Rose và Madalen Mills tham gia dàn diễn viên. Vào tháng 7 năm 2019, Hugh Bonneville đồng ý tham gia bộ phim. Vào tháng 10 năm 2020, có thông tin tiết lộ rằng Ricky Martin sẽ tham gia vào dàn diễn viên.
Phần nhạc của bộ phim bao gồm các bài hát của John Legend và Philip Lawrence.
Chụp ảnh chính bắt đầu vào tháng 6 năm 2019 tại Norwich. Bộ phim dùng kỹ xảo stop-motion và CGI animation.

## Âm nhạc
Các bản nhạc do John Debney sáng tác.

### Danh sách bài hát
Tất cả các ca khúc được viết bởi Philip Lawrence, Davy Nathan, Michael Diskint và John Legend. Lời Việt viết bởi Hồ Tiến Đạt và Bành Quang Thái.
| STT              | Nhan đề                                             | Nghệ sĩ                                                                                  | Thời lượng |
| ---------------- | --------------------------------------------------- | ---------------------------------------------------------------------------------------- | ---------- |
| 1.               | "This Day (Giây Phút Này)"                          | Justin Cornwell và Sharon Rose (Mỹ) Jean-Paul Blada, Nguyễn Trương Thanh Thảo (Việt Nam) | 3:33       |
| 2.               | "Borrow Indefinitely (Mượn vô thời hạn)"            | Ricky Martin (Mỹ) Hồ Tiến Đạt (Việt Nam)                                                 | 1:48       |
| 3.               | "Miles and Miles"                                   | Lisa Davina Phillip (Mỹ) Lê Thị Thu Hà (Việt Nam)                                        | 2:33       |
| 4.               | "Not The Only One"                                  | Madalen Mills Nguyễn Ngọc Hồng Anh (Changmie) (Việt Nam)                                 | 2:00       |
| 5.               | "Magic Man G"                                       | Keegan-Michael Key (Mỹ) Lý Gia Huy (Việt Nam)                                            | 3:32       |
| 6.               | "Square Root of Possible (Căn Bậc Hai Của Khả Thi)" | Mills (Mỹ) Nguyễn Ngọc Hồng Anh (Changmie) (Việt Nam)                                    | 4:04       |
| 7.               | "Over and Over"                                     | Forest Whitaker (Mỹ) Thái Văn Quốc Uy (Việt Nam)                                         | 3:07       |
| 8.               | "Grandpa Me Nie' (Asew Jingle Jangle Remix)"        | Bisa Kdei và Mic Flammez                                                                 | 1:41       |
| 9.               | "Make It Work"                                      | Whitaker và Anika Noni Rose Huỳnh Thanh Thảo (Việt Nam)                                  | 3:50       |
| 10.              | "This Day – Reprise"                                | Jingle Jangle Choir                                                                      | 2:54       |
| 11.              | "This Day (End Credits)"                            | Usher và Kiana Ledé                                                                      | 3:48       |
| Tổng thời lượng: | Tổng thời lượng:                                    | Tổng thời lượng:                                                                         | 32:50      |

## Phát hành
Bộ phim được phát hành vào ngày 13 tháng 11 năm 2020.

## Đón nhận
Trên trang tổng hợp phê bình Rotten Tomatoes, bộ phim nhận về 95% phản hồi tích cực dựa trên 40 bài đánh giá, với điểm trung bình là 7,2/10. Các nhà phê bình trên trang web đều đồng thuận rằng: "Jingle Jangle: A Christmas Journey kỷ niệm mùa yuletide với một cuộc phiêu lưu trong kỳ nghỉ mang tinh thần hồ hởi tương ứng với thông điệp nâng cao tinh thần của bộ phim." Trên Metacritic, bộ phim có điểm trung bình có số điểm trung bình là 68/100 dựa trên 12 đánh giá, cho thấy "những sự hoan nghênh nhìn chung thuận lợi".
Richard Roeper của Chicago Sun-Times đã cho bộ phim 3,5 trên 4 sao và viết, "Quá nhiều đoạn phim bị dồn nén trong một câu chuyện, nhưng những màn trình diễn lôi cuốn một cách phổ biến đi kèm với số lượng giai điệu vô cùng ấn tượng đã mang lại thành công cho tác phẩm."